# H&K P7
H&K P7は、ドイツの銃器メーカーであるH&K社が開発し、2007年まで製造（販売は現在も継続中）していた自動拳銃である。
P7は、H&K社特有の独自構造を持ち、1976年に西ドイツ警察の制式拳銃、PSP（Polizei-Selbstlade-Pistole）トライアルに提出され、ワルサーP5、SIG SAUER P6（市販名P225）と共にP7として採用された。初期にはPSPの名称だったが、トライアルの際に警察側がつけたP7が商品名として使われている。

## 特徴

### ガス遅延式（ディレード）ブローバック方式

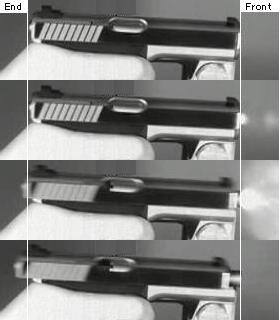
フレームを射台に固定した状態で発砲したP7の高速度写真。銃身が動いていない様子が明瞭に分かる

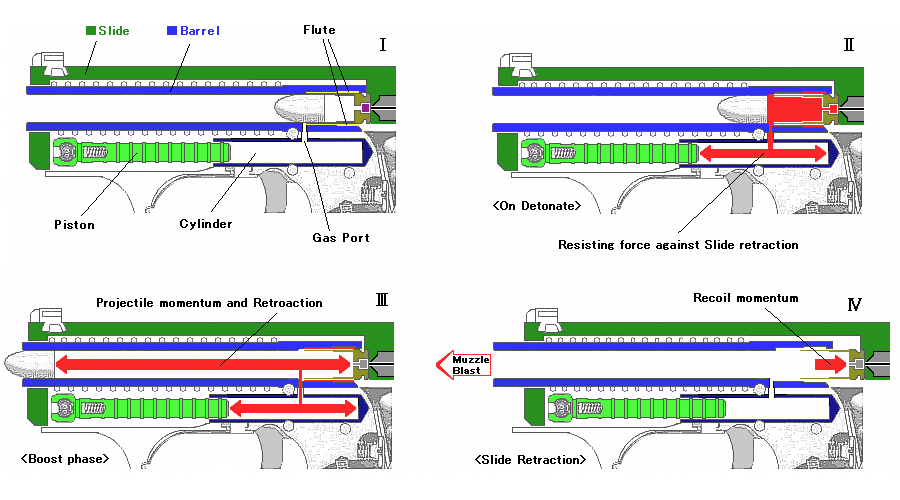
P7のガス遅延式ブローバック概念図

P7は、第二次世界大戦末期にドイツで製造された国民突撃銃（Volksgewehr, 国民銃という名称の省力型決戦用兵器）のガス遅延式ブローバック方式を応用したガスシステムを採用している。
P7より数年前に開発されたステアー GBでは、国民突撃銃と類似した設計のガスシステムを採用していたが、P7はガスシステムを小型にして銃自体の小型化に成功している。
P7の銃身下部に銃身とは別に設置されたシリンダーがあり、遊底前部に取り付けられたピストンがこのシリンダーに嵌合する構造となっている。
弾薬の発火直後、発射ガスの一部が薬室直近に空けられたガス導入孔を通じてシリンダーへ流れ込み、弾丸が銃口を離れ銃腔内の圧力が低下するまでの間、遊底の後退速度はガス圧によって抑えられる。
弾丸が銃口を離れ燃焼ガスの圧力が下がるとシリンダー内の圧力も下がり、遊底の後退を遅らせていたピストンへの圧力も弱まるため、薬莢と遊底は自身の慣性により後退する。
ガス遅延式は、銃腔内に弾丸があり、高圧の間のみスライドの後退速度を低下させ、圧力が低下すると同時に遊底の後退速度の制御がなくなるという構造のため、弾薬の威力の強弱に対応しやすい遅延方式であるとされている。
撃発直後に火薬ガスの一部がピストンに流れ込むが、ガスピストン部も密閉された構造でありH&K VP70のような腔圧の低下による顕著な弾速の低下は生じない。
発射ガスを利用するピストンは引き金の付け根にあり、初期のP7では引き金を引く指が火傷を負う場合があり、改良型のP7M8以降には引き金の付け根に火傷防止のプラスチック製ガードが付いている。

### スクイズコッカー
P7の最も特徴的な機能としてスクイズコッカーという機能が挙げられる。これは、グリップを握ると撃針（ストライカー）が撃発位置まで後退し射撃が可能となり、グリップを緩めスクイズコッカーを放せば安全状態になる機構で、射撃の開始と安全性を両立させた機能である。
スクイズコッカーは、握り込む際には力を入れる必要があるが、射撃中の保持には最初の操作ほどの力は必要としない設計となっている。
ダブルアクションの自動拳銃では通常、撃鉄を落とした状態で携行し、緊急時などに発砲の際には撃鉄を指で起こさず、重い引き金を長い距離を引き射撃するため、初弾の命中率が低下する問題がある。
逆にシングルアクション自動拳銃では通常、撃鉄を起こし安全装置を掛けた状態で携行し初弾発砲時も軽い引き金を操作することができるが、撃鉄を起こしたままの携行には安全性の問題が生じる。
これに対してスクイズコッカーは、携行時はダブルアクションと同等の安全性を確保し、初弾発砲時にはシングルアクションの軽い引き金で操作できる利点を有する。
また、スクイズコッカーはスライドストップを解除する役割も担っており、最終弾を発射後に弾倉を交換し、スクイズコッカーを握り込めばスライドは開放され初弾が薬室へと送られる。
しかし、他の銃との操作性が大きく異なり操作の習熟に時間を要し、グリップの大型化を招くなどの欠点もあり、P7以外での採用例はない。

### その他の特徴

一般的なエンフィールド式ライフリング(左)とポリゴナルライフリング(右)

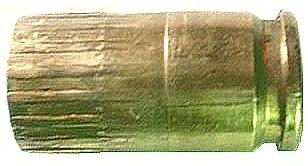
P7から発射された9mmパラ弾の空薬莢：先端部から中央にかけてフルートの痕が残っている

左右同一の操作性
弾倉は引き金の後ろにあるリリースレバーで外すが、レバーは左右対称で両側から操作可能。
スライドストップの操作はスクイズコッカーで行うため、左右どちらの手でも同様に操作可能。
銃身軸線の低さ
ストライカー式の撃発機構のため、回転式撃鉄を持つ銃に比べ銃身軸線は低く、射撃時の銃口の跳ね上がりが少なく、反動の制御がしやすい。
固定銃身
銃身が固定されており、比較的命中精度が高い。
撃発機構のグリップ内収納
撃発機構はプレス部品を中心に左側面のグリップ内に小型にまとめられており、グリップパネルを外すだけで容易にメンテナンスや調整が行える。1979年に米国での特許が認められている。
しかし、グリップが通常の拳銃より厚くなっており、特に複列弾倉を採用したP7M13では大型化が著しい。
ポリゴナルライフリング銃身
手入れの容易さなどの利点のあるポリゴナルライフリングを採用。
フルートの彫られた薬室
発射直後に銃身と遊底が閉鎖結合されているショートリコイル式と異なり、ディレードブローバック式の銃器では弾丸が銃口を離れる前の高圧状態で薬莢と遊底の後退が始まっている。
しかし、遊底の後退が始まった時点では、薬莢は発射直後の高圧で薬室に張り付いた状態であり、薬莢が引き裂かれる事故が発生する危険性がある。
この薬莢の張り付きを防ぐためのフルートと呼ばれる溝が薬室内に設けられている（.380ACP弾を使用するシンプルブローバック式のHK4には、薬莢の張り付き防止とは別目的の薬室リング遅延式のフルートが設けられている）。
フルートは銃身の軸線と並行した複数の溝であり、薬室の先端から中ほどにかけての内面に彫られている。発射時のガスの一部はフルートに入り、膨張しようとする薬莢を周囲から絞るように押さえるため、結果として張り付きを防止する。薬室と密着して発射ガスの拭き戻りを防止するのは、薬莢の後半部分だけである。
フルートによって薬莢側面は発射ガスに曝されるため、P7で発射された後の空薬莢は汚れ、フルートの溝に沿って凸凹に変形する。

## バリエーション
PSP
先行試作的な要素を持つ。弾倉止めレバーはグリップの下部に配置されている。正式名はドイツ語で"Polizei-Selbstlade-Pistole"（警察用自動拳銃）。
P7M7
.45ACP弾を撃てるように作られたトライアル品（装弾数7発）。試作のみで生産はされなかった。
P7M8
ガス圧を逃がす過程でトリガー付近に熱がこもるという問題が起き改良された後期モデル。問題部分を耐熱ポリマー製パーツで覆った。口径9mm、装弾数8発。
P7M10
.40S&W弾用に変更されたモデル（装弾数10発）。
P7M13
P7M8のマガジンをダブルカラム方式にして装弾数13発にしたモデル。
P80
アメリカ軍制式採用候補としての別名。
P7K3
中小口径弾を使用し、ガスロッキング機構を省略してブローバック方式としたモデル。

## 登場作品

### 映画
『007 トゥモロー・ネバー・ダイ』
ドクター・カウフマンが使用。暗殺仕様サイレンサー付。
『アルマゲドン』
スペースシャトル「フリーダム」号のシャープ大佐が、秘密指令書とともに保管。核爆弾の早期起爆を命じられ、これに反対する掘削員たちに突きつける。
『エンド・オブ・デイズ』
主人公の同僚シカゴがM13を使用。
『ダイ・ハード』
ハンス・グルーバーがM13のシルバーモデルを使用。
『沈黙の戦艦』
テロリストのリーダー、ウィリアム・ストラニクスが使用。
『トゥルーライズ』
ファイザルがテレビカメラに隠して使用。
『ブラッド・ワーク』

### 漫画・アニメ
『20世紀少年』
Dr.ヤマネが「ともだち」の暗殺に使用。
『Angel Beats!』
第8話にて松下が使用。
『GUNSLINGER GIRL』
トリエラが使用。
『ガングレイヴ』
ベア・ウォーケン、ハリー・マクドゥエルがM13のシルバーモデルを使用。
『銀と金』
神威勝広が使用。
『劇場版 魔法少女まどか☆マギカ 新編 叛逆の物語』
暁美ほむらが巴マミとの銃撃戦中に使用。
『戦闘メカ ザブングル』
ラグ・ウラロが使用。
『ヨコハマ買い出し紀行』
主人公の初瀬野アルファが使用。
『ヨルムンガンド』
スピンのボディガードがヘックスに向ける。
『ワイルダネス』
ディー（ディエゴ）が使用。
『名探偵コナン』
安室透がバーボンとして「漆黒の特急」シリーズで使用。

### 小説
『戦闘妖精・雪風』
フェアリィ空軍正式採用スクイズ・コッカー式拳銃という設定で登場。
『亡国のイージス』
主人公のひとり、如月1等海士（正体は防衛庁情報局所属の2曹）が私物の中に隠し持って、護衛艦「いそかぜ」の反乱を阻止すべく乗艦する。同僚である田所海士長が、科員居住区で如月の荷物の中に本銃を視認した際、自衛隊で使用するSIG SAUER P220で無く米軍で使用されているベレッタ 92でも無い事で、如月が何者であるかを訝しがる描写がある。
『六機の特殊〜警視庁特殊部隊〜』
主人公であるSAT小隊長の土岐悟が使用、後期ではグリップを改良したものに変更。

### ゲーム
『グランド・セフト・オートV』
「チープ・ピストル（SNS PISTOL）」の名称でP7M10が、「セラミックピストル」の名称でP7が登場する。
『ミステリート 八十神かおるの事件ファイル』
八十神かおるがP7M13を使用。
『ミステリート 八十神かおるの挑戦！』
同上。
『ドールズフロントライン』
星4戦術人形(萌え擬人化)として、「P7」の名前で登場。

### P7の参照動画
- H&K社が作成したP7のPV 1/3
- H&K社が作成したP7のPV 2/3 (スクイズ・コッカーの解除音を収録)
- H&K社が作成したP7のPV 3/3
- スローモーション撮影されたP7の発射
- 日本語による紹介 (スクイズ・コッカーの解除音を収録 1;30)